# Карагандинский металлургический комбинат
Караганди́нский металлургический комбинат (каз. Қарағанды металлургия комбинаты; КарМе́т, КарМетКомбинат, Казахстанская Магнитка) — металлургическое предприятие в городе Темиртау Карагандинской области. Крупнейшее сталелитейное предприятие Казахстана, являлся одним из крупнейших металлургических предприятий СССР.

## Производство
За январь — октябрь 2024 года КМК выплавил 3 млн тонн стали.

## История
Строительство Казахского металлургического завода началось во время Великой Отечественной войны. Место для будущего завода было выбрано в январе 1942 рядом с Карагандинской ГРЭС-1, первой районной электростанцией Казахстана. Базой служили угли Карагандинского бассейна, в качестве источника технической воды — Самаркандское водохранилище. В 1970 на территории завода было организовано сортопрокатное производство комбината (СПП), ныне недействующее.
В 1950-х к востоку и юго-востоку от города началось сооружение новых цехов, объявленное Всесоюзной молодёжной стройкой. В строительстве также участвовали бывшие заключённые Карлага и болгарская молодёжь, плохое снабжение, в том числе даже питьевой водой, послужило причиной возникновения массовых беспорядков в 1959 году. Первая продукция Карагандинского металлургического завода выдана в 1960 году. В 1970 году образован металлургический комбинат, с включением в его состав металлургического завода, Атасуского и Южно-Топарского рудоуправлений и Алексеевского доломитового карьера (ныне АДР ССГПО). Железную руду поставляли с Соколовско-Сарбайского и Лисаковского горно-обогатительных комбинатов.
Численность работников комбината в 80-е годы составляла 41 тысяч человек, в том числе 6 Героев Социалистического Труда.
17 ноября 1995 года на закрытом тендере по приватизации куплен компанией Ispat International, принадлежавшей индо-британскому бизнесмену Лакшми Митталу, и вошёл в состав новообразованной компании АО «Испат Кармет», в декабре 2004 года перерегистрированной в АО «Миттал Стил Темиртау», с 6 сентября 2007 года — АО «АрселорМиттал Темиртау».
Является основным предприятием Стального департамента компании (куда также входят две электростанции — ТЭЦ-ПВС и ТЭЦ-2, трамвайный цех, гостиница Steel и др.) и ArcelorMittal Temirtau в целом.

## Хищения
На Карметкомбинате систематически происходят хищения чёрного металла и проката, оборудования и горюче-смазочных материалов. В этом оказываются замешаны как работники и руководство комбината, так и сторонние лица, в том числе оралманы (казахи-репатрианты из Монголии) и правоохранительные органы Казахстана. Так, при РГП «Кузет» (ранее УССО), дочерней охранной структуры МВД Казахстана, недостача металла составляла порядка 3-5 тысяч тонн ежемесячно.
28 декабря 1992 года на пороге заводоуправления Карметкомбината был застрелен генеральный директор Александр Свичинский, сменивший в этой должности Олега Сосковца (1987—1991). Следствием было установлено, что киллеры были наняты сотрудниками Карметкомбината, связанными со структурами, «кормившимися» хищениями с комбината ещё при Сосковце.

## Загрязнение окружающей среды

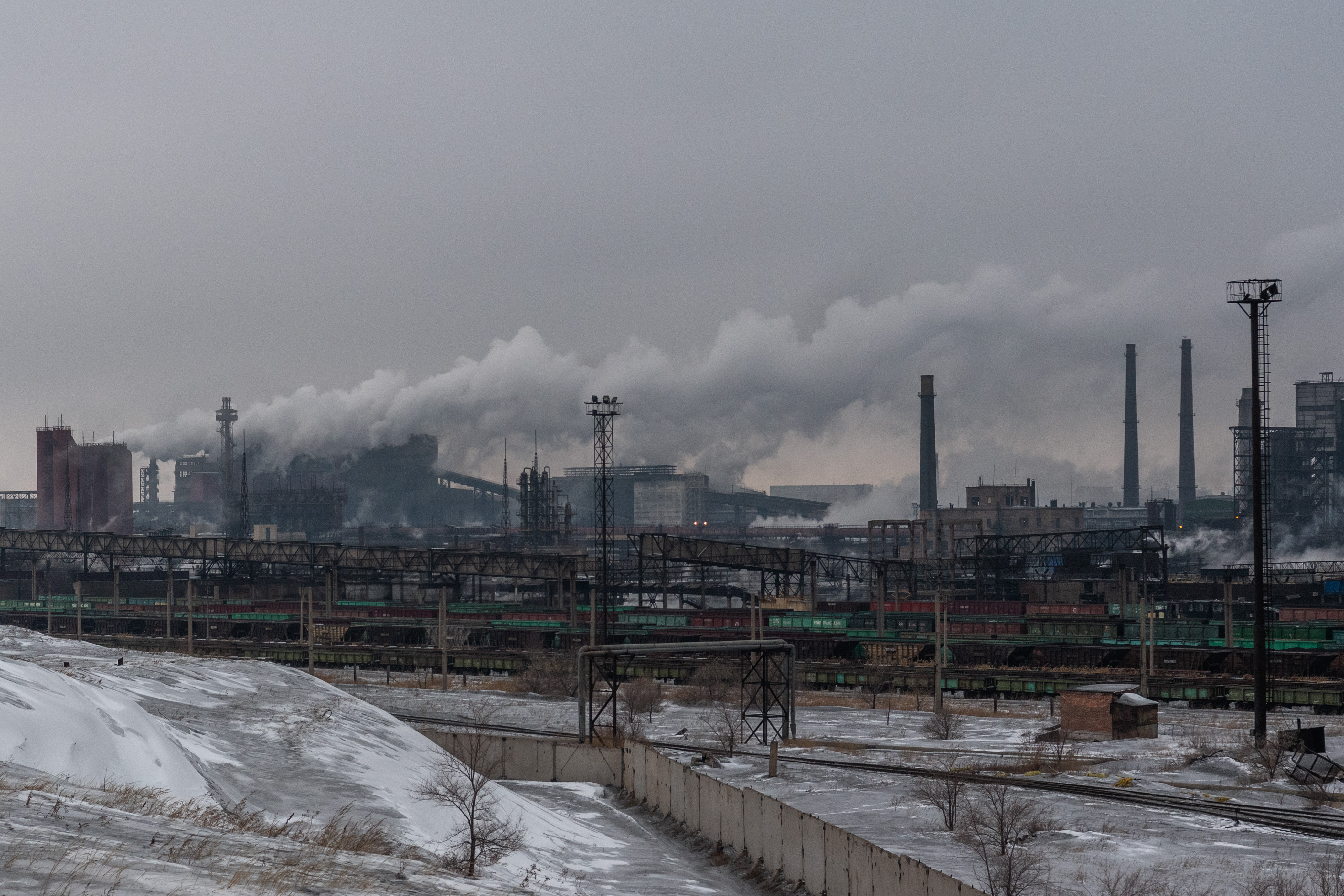
Фото Ильи Варламова.

Ежегодно в деятельности компании «АрселорМиттал Темиртау» фиксируются превышение нормативов предельно-допустимых выбросов в атмосферу, несоблюдение экологических требований при сбросе хозяйственно-бытовых сточных вод и обращении с отходами, а также условий природопользования. За выявленные нарушения компания каждый год выплачивает государству небольшой штраф в размере до 1,7 млрд.тенге. Слабое экологическое законодательство РК, отсутствие в стране как такового Министерства охраны окружающей среды и низкие штрафы позволяет компании продолжать вновь нарушать экологические нормы. Так, в сентябре 2015 года компания была оштрафована на сумму 1,7 млрд тенге в счёт возмещения ущерба, причинённого окружающей среде. 10 января 2018 года металлургический комбинат компании «АрселорМиттал Темиртау» оштрафован за вред экологии на 600 миллионов тенге. В марте 2019 года «АрселорМиттал Темиртау» оштрафован на 1,4 млрд тенге.
Экологическая ситуация в городе неоднократно привлекала внимание общественности. Так, в 9 апреля 2016 года алматинский стрит-арт художник Паша Кас нарисовал на стене пятиэтажного дома в Темиртау граффити, обыгрывающего картину «Танец» Анри Матисса. В 2018 году «АрселорМиттал Темиртау» подала в суд на жителя города Станислава Войцеховского, снимавшего с дрона территорию комбината об экологическом состоянии.

## Руководство

### Генеральные директора
- Ермолаев Г. И. (1960—1966)
- Акбиев М.А. (1980—1987)
- Сосковец О. Н. (1987—1991)
- Свичинский А. Г. (1991—1992)
- Донской С. А. (1995)
- Иванцов Олег Викторович (1995)
- Яблонский, Владимир Иванович (декабрь 2022 - 2023)
- Басин Вадим Борисович (с декабря 2023)